# Insurecția din Praga
Insurecția din Praga a fost o încercare a rezistenței cehe de eliberare a orașului Praga de sub ocupația nazistă la sfârșitul celui de-al doilea război mondial. Insurecția a fost declanșată pe data de 5 mai 1945. Luptele au durat până pe 8 mai. Aproximativ 1.700 de luptători cehi au murit în timpul luptelor. 

## Emisiunile radio
Începând cu 30 aprilie 1945, Obergruppenführer SS general Waffen SS și general de poliție Karl Hermann Frank a anunțat la postul de radio Praga că va îneca "într-o mare de sânge" orice încercare a cehilor din oraș de ridicare la luptă. 
Pe 5 mai, insurecția a fost declanșată în dimineața zilei de o emisiune a radioului ceh. În limbile cehă și germană, a fost anunțat: "Este șase fix!". Un grup de polițiști cehi au încercat să ocupe clădirea postului de radio, fără să știe că un detașament SS era deja acolo, ceea ce a dus la lupte îndârjite. Pe fundalul sonor al luptelor, postul de radio a contunuat să emită îndemnuri la revolta armată. 

## Insurecția
Cum zvonurile despre iminenta intrare a trupelor aliate în Praga deveneau din ce în ce mai puternice, cetățenii orașului au umplut străzile pentru a-i întâmpina pe eliberatori. Frank a ordonat ca mulțimea de pe străzi să fie împrăștiată, iar cei care nu se supuneau să fie uciși. 
În după amiaza zilei de 5 mai, primarul Pragăi a jurat formal credință Comitetului Națioanl. Cehii de pe străzi au dărâmat inscripțiile și semnele de trafic în limba germană. Ei au atacat pe orice german întâlnit și le-a rechiziționat armele. Germanii au răspuns cât de bine au putut. 
Pe la ora 10 dimineața, luptătorii rezistenței cehe au luat cu asalt clădirea radio, înfrângându-i pe soldații germani care o apărau. Un crainic al radioului praghez a cerut cetățenilor orașului să ridice baricade pe străzi. În acest timp, luptătorii rezistenței au ocupat sediile Gestapoului și poliției. 
Până în dimineața zilei de 6 mai, au fost ridicate peste 1.000 de baricade. Rezistența cehă a reușit să cucerească aproximativ jumate din oraș mai înainte ca forțele germane să reacționeze în forță. Unitățile germane din Praga au fost încercuite. Insurgenții au forțat forțele germane să se predea prin tăierea alimentării cu energie electrică, apă și legăturile telefonice. În această perioadă au avut loc diferite excese împotriva unor germani, în vreme ce unii dintre soldații SS s-au răzbunat împotiva civililor cehi necombatanți. 
Forțele germane din afara Pragăi au început să se deplaseze spre centrul orașului pentru a-și elibera conaționalii încercuiți și pentru a cuceri controlul asupra rețelei de căi ferate și de autostrăzi. Controlul asupra acestor noduri vitale de transport trebuia să asigure trecerea liberă a germanilor în retragere spre pozițiile americane, unde militarii germani ar fi dorit să se predea. 
În ziua de 6 mai, germanii au încercat să recucerească clădirea radio fără succes. În fața rezistenței apărătorilor cehi din clădire și de pe străzile baricadate din vecinătate, germanii au cerut ajutorul aviaței de bombardament. Atacul aerian a mai mult succes. Cu toate acestea, cehii au continuat să emită îndemnuri la rezistență din altă locație. 
Odată ce veștile despre faptul că americanii ajunseseră deja în Pilsen, speranțele praghezilor că ei aveau să fie eliberatorii orașului au crescut semnificativ. Dar insurgenții nu cunoșteau înțelegerile cu privire la liniile de demarcație dintre americani și sovietici stabilite la Yalta. Apelurile făcute la radioul ceh către trupele americane au rămas fără răspuns. Insurgenții nu aveau nicio informație asupra pozițiilor sovieticilor și a intențiilor lor în momentele atacurilor celor mai înverșunate ale germanilor. 
Pe 7 mai, unitățile de elită de tancuri și artilerie Waffen SS stațonate în afara Pragăi, nemulțunite de lipsa de progrese ale infanteriei Wehrmachtului, au lansat o serie de atacuri violente împotriva apărătorilor orașului. Situația cehilor a devenit brusc gravă. Luptătorii Waffen SS au folosti tancurile și sprininul avioanelor Luftwaffe. Au fost bombardate mai multe locații istorice din centrul Pragăi. În orele care au urmat, forțele de ocupație germane au copleșit treptat rezistența cehă. Cehii aveau puține arme antitanc ca să răspundă atacului masiv al blindatelor germane. În plus și stocurile de muniție a insurgenților erau pe terminate. 
În acest moment critic, rușii anticomuniști ai Armatei Ruse de Eliberare, așa-numita armată vlasovistă, au întors armele împotriva germanilor și i-au ajutat pe insurgenții cehi care luptau împotriva Waffen SS. Spre deosebire de insurgenți, forțele vlasoviste erau relativ bine echipate și antrenate. În scurtă vreme a devenit clar că rușii nu aveau de gând să rămână în Praga pe întreaga durată a insurecției. Rușii anticomuniști nu se bucurau de încrederea cehilor și în plus se temeau de apropierea forțelor Armatei Roșii. 
Pe 8 mai, în condițiile în care ajutoarele din partea aliaților nu păreau să sosească și în fața amenințărilor cu distrugerea toatală a orașului, insurgenții au fost forțați să negocieze și să accepte condițiile guvernatorului militar german, generalul Toussaint: libera trecere a forțelor germane și a civililor care doreau să plece din Praga. În schimb, germanii promiteau să nu distrugă orașul. Deși părea că acest compromis le asigura germanilor tot ceea ce doriseră, cehii erau siguri că naziștii nu aveau timpul fizic necesar să se bucure de rezultatele negocierilor.

## Eliberarea
Pe 9 mai, Armata Roșie sovietică a sosit în apropierea orașului. Americanii fuseseră multă vreme mult mai aproape de Praga decât sovieticii, iar unitățile lor de recunoștere erau deja prezente în suburbiile orașului în momentul în care izbucnise insurecția. Totuși, americanii nu i-au ajutat pe cehi. În schimb, americanii au așteptat ca Armata Roșie să elibereze Praga, în conformitate cu unele înțelegeri mai vechi. 

## Participanții
- Insurgenții erau etnici cehi rezidenți în Praga, mulți dintre ei forțați să lucreze pentru naziști. Deși ei au fost scutiți în cea mai mare parte de ororile războiului precum erau masivele bomabardamente aeriene, ei urau tot ce era german și s-au ridicat la luptă spontan, fără a aștepta comanda politică. Lipsiți de experiență și înarmați doar cu arme capturate de la germani, ei au luptat surprinzător de eficient și au reușit să-i întârzie pe atacanți printr-o rețea de baricade ridicate în grabă. Deși ei au semant un act de capitulare cu germanii pentru a câștiga timp, tactica folosită pentru blocarea traficului german s-a dovedit extrem de eficientă. Principalul obiectiv al cehilor era să-și demonstreze forța. În lupta pentru eliberarea Pragăi, fiecare oră era importantă și mulțumită insurgenților orașul a fost eliberat de proprii cetățeni, mai înainte de sosirea sovieticilor. Consiliul Național Ceh, loial președintelui Beneš aflat în Londra, i-a reprezentat în negocierile care au avut loc. Comuniștii participanți la lupte au rămas loiali guvernului provizoriu din Košice, Slovacia.
- Poliția guvernului Protectoratului, vameșii și alte forțe de securitate formate din nativi cehi s-au alăturat rapid insurgenților care luptau împotriva germanilor. Ei au predat micile lor stocuri de arme sau muniție și echipamentele de transmisiuni insurgenților. Ei ar fi trebuit să apere Praga împotriva inamicului intern. Ei se aflau într-o situație foarte delicată, fiind considerați trădători de către civilii cehi și de către germani.
- Wehrmachtul, armata regulată germană, era practic prinsă în capcană în interiorul și în împrejurimile Pragăi. Armata avea nevoie de rețeau extinsă de comunicații pentru a se putea deplasa spre vest, unde doreau să se predea americanilor. Având o superioritate evidentă în efective, echipament și pregătire de luptă, Wehrmachtul era pesat doar de timp. Până în cele din urmă, semnarea actului de redare cu reprezentanții Consiliului Național Ceh poate fi considerată doar o victorie parțială, de vreme ce doar o parte infirmă a germanilor a reușit să se deplaseze spre apus.
- Unitățile Waffen SS erau cele mai bine echipate, antrenate și motivate trupe germane. Erau formate în principal din Kampfgruppe Wallenstein, unități provenite din tabăra de antrenament a SS-ului de la Benešov. Au fost create două unități principale, compuse din 4 respectiv 3 regimente de infantereie, alături de care se aflau subunități de tancuri, artilerie și blindate ușoare. Unitățile Waffen SS aveau cel mai mult de pierdut în cazul în care ar fi căzut în mâinile inamicului, din partea căruia nu puteau să se aștepte la îndurare. Ele au refuzat să semneze actul de capitulare cu cehii, considerându-i pe cei care o făcuseră deja drept trădători. Au luptat cu îndârjire, fiind împinse și lichidate în luptă de Armata Roșie în pădurile din sud-vestul Pragăi până pe 11 mai.
- Civilii germani rezidenți în Praga erau în principal administratori, funcționari, membrii ai familiilor funcționarilor și militarilor germani. Ei au fost ținta ale furiei cehilor. Civilii germani au fost nevoiți să fugă prin orice mijloace ar fi avut la dispoziție, pentru a-și salva viețile. În timpul fugii lor din Praga, au existat numeroase acte de violență împotriva civililor făptuite atât de cehi împotriva germanilor, cât și de militarii germani (în special SS-iști) împotriva civililor cehi.
- Armata vlasovistă (Armata Rusă de Eliberare) era formată din naționaliști ruși și ucrainieni, recrutați în lagărele germane de prizonieri, cu scopul declarat de a lupta pentru eliberarea țărilor lor de sub stăpânirea comuniștilor. Vlasoviștii au sfârșit prin a întoarce armele împotriva germanilor în speranța că vor obține iertarea din partea sovieticilor. Ei i-au ajutat pe insurgenții cehi în momentul în care aceștia aveau cel mai mult nevoie de sprijin militar. Ei au salvat practic insurecționarii de la înfrângere. În ciuda acestor fapte, comuniștii din Consiliul Național Ceh au refuzat să-i considere aliați și au apreciat că vlasoviștii luptă în pe cont propriu. Mulți dintre naționaliștii Armatei Ruse de Eliberare au fost capturați de Armata Roși și au fost trimiși în lagărele de muncă din gulagurile siberiene. Generalul Vlasov a fost capturat de sovietici pe 12 mai 1945, judecat și executat la Moscova pe 2 august 1946.
- Armata Roșie a sosit în preajma Pragăi pe 9 mai, a intrat în orașul eliberat de insurgenții cehi și a eliminat ultimele puncte de rezistență ale SS-iștilor fanatici. A asigurat un important sprijin politic și logistic comuiștilor cehi, care aveau să cucerească în cele din urmă puterea în țară. În timp ce populația Pragăi întâmpina plină de entuziasm tancurile sovietice care intrau în oraș, ultimele unități germane părăseau urbea în condițiile actului de capitulare semnat cu insurgenții cehi. Deși în conformitate cu înțelegerile stabilite la Yalta, Praga trebuia securizată de Armata Roșie, insurgenții nu s-au bucurat de ajutorul sovietic, germanii semnând actul de capitulare cu 13 ore mai înainte ca primele tancuri sovietice să apară în oraș dinspre nord.
- Armata americană a fost forțată de politicienii de la Washington să joace un rol pasiv datorită unei înțelegeri anterioare care stabilea ca linia de demarcație să fie stabilită la 70 km vest de Praga. Deși armata americană ajunsă deja la Pilsen, fiind capabilă să ajungă la Praga în câteva ore, Înaltul Comandament Sovietic a insistat ca americanii să respecte pozițiile prestabilite. Armata lui Patton era dorită de toată lumea din Praga cu excepția comuniștilor, dar factorii politici de decizie americani i-au interzis generalului să avanseze spre oraș, chiar și când au primit rapoartele unităților de recunoaștere ajunse la numai 20 km sud de oraș. Misiunea trupelor americane a fost aceea de a avansa spre Boemia răsăriteană, pentru a-l convinge pe mareșalul german Shoerner să capituleze. În drumul lor, negociatorii americani s-au oprit pentru scurtă vreme la Praga și l-au convins pe generalul Toussaint, comandantul militar al Pragăi, să semneze actul de capitulare cu insurgenții cehi.

În timpul insurecției din Praga, au fost uciși 1.694 de cehi, iar alți aproximativ 1.600 au fost răniți. Aproximativ 1.000 de germani au fost uciși, inclusiv civili. Armatat vlasovistă a pierdut 300 de oameni. Piederile sovietice s-au cifrat la aproximativ 30 de oameni. A existat un număr de victime care nu au putut fi identificate.